# Junioreuropamästerskapet i ishockey 1993
Junioreuropamästerskapet i ishockey 1993 var 1993 års upplaga av turneringen.

## Grupp A
Spelades under perioden 2-9 april 1993 i Nowy Targ och Oświęcim i Polen.

### Första omgången
grupp 1
| Lag         | Tjeckien | Finland | Tyskland | Italien | gjorda mål/insläppta mål | poäng |
| ----------- | -------- | ------- | -------- | ------- | ------------------------ | ----- |
| 1. Tjeckien | —        | 6-2     | 12-0     | 15-1    | 33-03                    | 6     |
| 2. Finland  | 2-6      | —       | 5-0      | 4-0     | 11-06                    | 4     |
| 3. Tyskland | 0-12     | 0-5     | —        | 1-1     | 01-18                    | 1     |
| 4. Italien  | 1-15     | 0-4     | 1-1      | —       | 02-20                    | 1     |

grupp 2
| Lag         | Sverige | Ryssland | Norge | Polen | gjorda mål/insläppta mål | poäng |
| ----------- | ------- | -------- | ----- | ----- | ------------------------ | ----- |
| 1. Sverige  | —       | 7-2      | 13-1  | 14-1  | 34-04                    | 6     |
| 2. Ryssland | 2-7     | —        | 9-2   | 7-1   | 18-10                    | 4     |
| 3. Norge    | 1-13    | 2-9      | —     | 5-5   | 08-27                    | 1     |
| 4. Polen    | 1-14    | 1-7      | 5-5   | —     | 07-26                    | 1     |

### Andra omgången
Slutspelsserien
| Lag         | Sverige | Ryssland | Tjeckien | Finland | Norge  | Tyskland | gjorda mål/insläppta mål | poäng |
| ----------- | ------- | -------- | -------- | ------- | ------ | -------- | ------------------------ | ----- |
| 1. Sverige  | —       | (7-2)    | 2-1      | 6-4     | (13-1) | 7-1      | 35-09                    | 10    |
| 2. Ryssland | (2-7)   | —        | 4-0      | 2-2     | (9-2)  | 15-0     | 32-11                    | 07    |
| 3. Tjeckien | 1-2     | 0-4      | —        | (6-2)   | 18-0   | (12-0)   | 37-08                    | 06    |
| 4. Finland  | 4-6     | 2-2      | (2-6)    | —       | 5-1    | (5-0)    | 18-15                    | 05    |
| 5. Norge    | (1-13)  | (2-9)    | 0-18     | 1-5     | —      | 4-2      | 08-47                    | 02    |
| 6. Tyskland | 1-7     | 0-15     | (0-12)   | (0-5)   | 2-4    | —        | 03-43                    | 0     |

Match om sjunde plats
| Polen | 6-8 | 9-4 | 10-7 | Italien |  |

Italien nedflyttade till 1994 års B-grupp.

## Priser och utmärkelser
- Poängkung  Tomás Blazek, Tjeckien (13 poäng)
- Bästa målvakt: Denis Kuzmenko, Ryssland
- Bästa försvarare: Radim Bicanek, Tjeckien
- Bästa anfallare: Niklas Sundström, Sverige

## Grupp B
Spelades under perioden 18-28 mars 1993 i Bukarest i Rumänien.
| Lag               | Schweiz | Ungern | Frankrike | Österrike | Rumänien | Danmark | Spanien | Storbritannien | gjorda mål | insläppta mål |
| ----------------- | ------- | ------ | --------- | --------- | -------- | ------- | ------- | -------------- | ---------- | ------------- |
| 1. Schweiz        | —       | 4-2    | 6-1       | 12-0      | 11-1     | 5-0     | 11-2    | 9-2            | 58-08      | 14            |
| 2. Ungern         | 2-4     | —      | 3-1       | 4-3       | 8-1      | 3-1     | 10-2    | 10-2           | 40-14      | 12            |
| 3. Frankrike      | 1-6     | 1-3    | —         | 3-1       | 4-1      | 4-2     | 12-0    | 14-0           | 39-13      | 10            |
| 4. Österrike      | 0-12    | 3-4    | 1-3       | —         | 6-3      | 3-2     | 2-2     | 7-4            | 22-30      | 07            |
| 5. Rumänien       | 1-11    | 1-8    | 1-4       | 3-6       | —        | 7-2     | 4-5     | 6-3            | 23-39      | 04            |
| 6. Danmark        | 0-5     | 1-3    | 2-4       | 2-3       | 2-7      | —       | 4-3     | 2-1            | 13-26      | 04            |
| 7. Spanien        | 2-11    | 2-10   | 0-12      | 2-2       | 5-4      | 3-4     | —       | 4-5            | 18-48      | 03            |
| 8. Storbritannien | 2-9     | 2-10   | 0-14      | 4-7       | 3-6      | 1-2     | 5-4     | —              | 17-52      | 02            |

Schweiz uppflyttade till 1994 års A-grupp. Storbritannien nedflyttade till 1994 års C-grupp 1994.

## Grupp C

### Kval
Spelades under perioden 4-5 november 1992
|  | Kroatien | 0-9 0-16 | Slovenien | Zagreb Ljubljana |

Spelades under perioden 22-28 mars 1993 i Riga i Lettland.

### Första omgången
grupp 1
| Lag              | Slovenien | Litauen | Nederländerna | gjorda mål/insläppta mål | poäng |
| ---------------- | --------- | ------- | ------------- | ------------------------ | ----- |
| 1. Slovenien     | —         | 8-1     | 7-0           | 15-01                    | 4     |
| 2. Litauen       | 1-8       | —       | 7-3           | 08-11                    | 2     |
| 3. Nederländerna | 0-7       | 3-7     | —             | 03-14                    | 0     |

grupp 2
| Lag          | Slovakien | Ukraina | Bulgarien | gjorda mål/insläppta mål | poäng |
| ------------ | --------- | ------- | --------- | ------------------------ | ----- |
| 1. Slovakien | —         | 5-2     | 39-0      | 44-02                    | 4     |
| 2. Ukraina   | 2-5       | —       | 29-1      | 31-06                    | 2     |
| 3. Bulgarien | 0-39      | 1-29    | —         | 01-68                    | 0     |

grupp 3
| Lag            | Vitryssland | Lettland | Estland | gjorda mål/insläppta mål | poäng |
| -------------- | ----------- | -------- | ------- | ------------------------ | ----- |
| 1. Vitryssland | —           | 3-2      | 6-3     | 09-05                    | 4     |
| 2. Lettland    | 2-3         | —        | 10-4    | 12-07                    | 2     |
| 3. Estland     | 3-6         | 4-10     | —       | 07-16                    | 0     |

### Uppflyttningsserien
Spel om placeringarna 1-3
| Lag            | Vitryssland | Slovakien | Slovenien | gjorda mål/insläppta mål | poäng |
| -------------- | ----------- | --------- | --------- | ------------------------ | ----- |
| 1. Vitryssland | —           | 4-1       | 3-3       | 07-04                    | 3     |
| 2. Slovakien   | 1-4         | —         | 9-0       | 10-04                    | 2     |
| 3. Litauen     | 3-3         | 0-9       | —         | 03-12                    | 1     |

Spel om placeringarna 4-6
| Lag         | Ukraina | Lettland | Litauen | gjorda mål/insläppta mål | poäng |
| ----------- | ------- | -------- | ------- | ------------------------ | ----- |
| 1. Ukraina  | —       | 6-4      | 19-1    | 25-05                    | 4     |
| 2. Lettland | 4-6     | —        | 5-1     | 09-07                    | 2     |
| 3. Litauen  | 1-19    | 1-5      | —       | 02-24                    | 0     |

Spel om placeringarna 7-9
| Lag              | Estland | Nederländerna | Bulgarien | gjorda mål/insläppta mål | poäng |
| ---------------- | ------- | ------------- | --------- | ------------------------ | ----- |
| 1. Estland       | —       | 7-4           | 24-0      | 31-04                    | 4     |
| 2. Nederländerna | 4-7     | —             | 7-3       | 11-10                    | 2     |
| 3. Bulgarien     | 0-24    | 3-7           | —         | 03-31                    | 0     |

Vitryssland uppflyttade till 1994 års C-grupp.

### Fotnoter
1. ↑  ”Championnat d'Europe 1993 des moins de 18 ans” (på franska). Hockeyarchives. 16 mars 1993. http://www.passionhockey.com/hockeyarchives/U-18_1993.htm. Läst 30 november 2014.